# 宣伝用刊行物の没収
宣伝用刊行物の没収（せんでんようかんこうぶつのぼっしゅう、英語: confiscation of propaganda publications）は、連合国軍占領下の日本において、GHQが実施した、流通する図書のうち、当局が指定したものを没収した政策のこと。焚書とされることがある。
1946年3月17日のSCAPINに基づいて開始され、1928年から1945年に刊行された図書のうち、7769件が、個人の所蔵などを除くほぼ全ての流通から没収され、処分された。

## 過程
西尾幹二は、対象となった図書の選考に関わった主要人物として、岡田温帝国図書館長による記事を引用しながら、尾高邦雄、金子武蔵、牧野英一の三氏を挙げている。